# Tremoleta
Tremoleta (khoảng 1195 - ?) là một troubadour người Catalan. Ông là người được nhắc đến bởi Monge de Montaudon khi Monge đã nhắc đến những troubadour một cách châm biếm. Không có tác phẩm nào được cho là của Tremoleta còn tồn tại đến bây giờ. Tuy nhiên, nhiều học giả đã đề xuất thống nhất ông với một trong những troubadour được biết đến. Monge đã đưa ra những thông tin sau:
| E.N Tremoleta.l catalas que fai sonez levez e plas, e sos chantars es de nien; e tenh son cap con fai auras: ben a trent'ans que for'albas si no fos pel negre ongnimen. | Và Chúa Tremoleta đến từ Catalan người sáng tạo ra những giai điệu trong sáng và mộc mạc, người mà hát không có ý nghĩa gì; người có cái đầu đã chết như một kẻ ngốc: cho ba mươi năm tốt đẹp đầu đã bạc trừ cái thuốc mỡ màu đen kia. |
| | |

Hiển nhiên Tremoleta là một ông già khi Monge nhại lại ông. Nếu như vậy, quá trình sáng tác của ông thuộc về giữa thế kỷ 12. Còn sau khi đọc dòng đầu tiên, Manuel Milà i Fontanals đã cho rằng Tremoleta là Mola người đã thay coblas trong một bản tenso của Guilhem Raimon. Trong thế kỷ 18, Giovanni Mario Crescimbeni gán Catala là họ của Tremoleta, liên hệ ông với Arnaut Catalan. Martí de Riquer i Morera phủ nhận những ý kiến đó.
Có một bài hát tục tĩu mang tên U fotaires que no fo amoros được đề mục bởi Giulio Bertoni với từ t'bolet được cho là của Tremoleta. Nhưng Alfred Jeanroy lại đề là Tribolet